# Will Ryan
Pour les articles homonymes, voir Ryan.
Cet article possède un paronyme, voir William Ryan.
William Frank Ryan, dit Will Ryan, est un acteur et compositeur américain, né le 21 mai 1949 à Cleveland (Ohio) et mort le 19 novembre 2021 à Santa Monica (Californie).

## Biographie

### Carrière
À partir de la fin des années 1970, Will Ryan tourne en duo avec Phil Baron (voix de Porcinet) et compose de nombreuses émissions Disney, sous le pseudonyme de Willio & Phillio,. Ils réalisent le doublage des deux amis Teddy Ruxpin (Baron) et Grubby la chenille (Ryan) de l'émission pour enfants Les Aventures de Teddy Ruxpin (en) (1986-1987). 

### Décès
Will Ryan est mort le 19 novembre 2021 à Santa Monica (Californie) d'un cancer, à l'âge de 72 ans.

## Filmographie

### Acteur
- 1966 : Le Fantôme de l'espace (Space Ghost) (série télévisée) : Additional Voices
- 1981 : Les Schtroumpfs (The Smurfs) (série télévisée) : voix supplémentaire
- 1983 : Sacrée journée pour Bourriquet (Winnie the Pooh and a Day for Eeyore) : Rabbit (voix)
- 1983 : Les Aventures de Winnie l'ourson ("Welcome to Pooh Corner") (série télévisée) : Tigger & Eeyore (voix)
- 1983 : Le Noël de Mickey (Mickey's Christmas Carol) : Collector for the Poor #2 / The Ghost of Christmas Present (Willie the Giant) / Ghost of Christmas Future (Pete) (voix)
- 1984 : G.I. Joe: The Revenge of Cobra (TV) : Rock 'n Roll (voix)
- 1985 : The Bollo Caper (TV) : SnagCarstair / Chestnut / Monkey #1 (voix)
- 1985 : Dumbo's Circus (série télévisée) : Barnaby the Dog (voix)
- 1985 : Les Gummi ("The Gummi Bears") (série télévisée) : Gad / Zook / Unwin / Ogres / Additional Voices (voix)
- 1985 : G.I. Joe (série télévisée) : Footloose, Rock 'n Roll (voix)
- 1986 : Fou de foot (TV) : Scrooge McDuck / The Beagle Boys / Gyro Gearlose (voix)
- 1986 : Fiével et le nouveau monde (An American Tail) : Digit (voix)
- 1987 : Alice Through the Looking Glass (TV) : The Paper Man (voix)
- 1987 : DTV 'Doggone' Valentine (TV)
- 1987 : Les Mésaventures de Donald (Down and Out with Donald Duck) (TV) : Pete, Goofy (voix)
- 1987 : La Bande à Picsou ("DuckTales") (série télévisée) : Black Pete (voix)
- 1987 : The Adventures of Teddy Ruxpin (série télévisée) : Grubby (voix)
- 1987 : The Mother Goose Video Treasury (vidéo) : Bertram The Gander (Voice Only)
- 1988 : Le Petit dinosaure et la vallée des merveilles (The Land Before Time) : Petrie (voix)
- 1989 : Stanley and the Dinosaurs
- 1989 : La Petite sirène (The Little Mermaid) : Seahorse (voix)
- 1990 : Galacticop (A Gnome Named Gnorm) : Gnorm
- 1991 : Adventures in Odyssey: A Flight to the Finish (vidéo) : Eugene Meltsner (voix)
- 1991 : Adventures in Odyssey: The Knight Traveler (vidéo) : Eugene Meltsner
- 1991 : Uncle Elephant
- 1991 : Roco.o.Rico (Rock-A-Doodle) : Stuey (voix)
- 1992 : Adventures in Odyssey: A Fine Feathered Frenzy (vidéo) : Eugene Meltsner (voix)
- 1992 : Mouse Soup (voix)
- 1994 : Thumbelina : Hero (voix)
- 1995 : Youbi, le petit pengouin (The Pebble and the Penguin) : Royal / Tika (voix)
- 1996 : The Story of Santa Claus (TV) : Additional Voices (voix)
- 2001 : Disney's tous en boîte (House of Mouse) (série télévisée) : Willie the Giant (voix)
- 2001 : Mickey, la magie de Noël (Mickey's Magical Christmas: Snowed in at the House of Mouse) (vidéo) : Willie the Giant, Pete, Collector for the Poor #2 (segment "Mickey's Christmas Carol")
- 2003 : Les Looney Tunes passent à l'action (Looney Tunes: Back in Action) : Papa Bear (voix)

### Compositeur
- 1985 : Dumbo's Circus (série télévisée)